# B-3 (潜水艦)
|          |                                                 |
| 艦歴     |                                                 |
| 発注     |                                                 |
| 起工     | 1905年9月5日                                    |
| 進水     | 1907年3月30日                                   |
| 就役     | 1907年12月3日                                   |
| 退役     | 1921年7月25日                                   |
| その後   | 1922年に標的艦として海没処分                    |
| 除籍     | 1921年7月25日                                   |
| 性能諸元 |                                                 |
| 排水量   | 水上 145トン、水中 173トン                      |
| 全長     | 82 ft 6 in (25.1 m)                             |
| 全幅     | 12 ft 6 in (3.8 m)                              |
| 吃水     | 10 ft 6 in (3.2 m)                              |
| 機関     | ガソリンエンジン、電動モーター、250 hp、1軸推進 |
| 最大速   | 水上 9ノット (17 km/h) 水中 8ノット (15 km/h)   |
| 乗員     | 士官、兵員10名                                  |
| 兵装     | 18インチ魚雷発射管2門                           |

B-3 (USS B-3, SS-12) は、アメリカ海軍の潜水艦。B級潜水艦の2番艦。当初の艦名はタランチュラ (USS Tarantula) であった。

## 艦歴
タランチュラは1905年9月5日にマサチューセッツ州クインシーのフォアリバー造船所で起工した。1907年3月30日にジョージ・S・ラドフォード夫人によって命名、進水し、1907年12月3日に艦長J・F・ダニエルズ大尉の指揮下就役する。タランチュラは大西洋艦隊に配属された。
タランチュラは第1および第2潜水小艦隊と共に大西洋岸沿いに作戦活動を行い、訓練および演習を行った後、1909年11月6日にチャールストン海軍工廠で予備役となる。1910年4月15日に再就役し、大西洋水雷艦隊と共に活動、1911年5月9日にチャールストン海軍工廠で予備役水雷グループ入りする。1911年11月17日に B-3 と改名された。
B-3 は1912年12月6日にバージニア州ノーフォークに牽引され、給炭艦エイジャックス (USS Ajax, AC-14) に積み込まれフィリピンに運ばれる。1913年4月30日にルソン島のカヴィテに到着し、5月12日にエイジャックスの艦上から進水、9月2日に再就役しアジア艦隊水雷小艦隊、第4潜水分艦隊に配属され活動した。1921年7月25日、B-3 はカヴィテで退役し、標的艦として海没処分された。